# Arthur Van Doren
Arthur Georges Stanislas Henri Van Doren (1 oktober 1994) is een Belgisch hockeyer. 

## Levensloop
Van Doren was actief bij KHC Dragons. In 2018 maakte hij de overstap naar het Nederlandse HC Bloemendaal. Daarnaast is hij actief bij het Belgisch hockeyteam.
Van Doren werd geselecteerd voor de Olympische Zomerspelen van 2016 waar hij met de Red Lions zilver behaalt. Mede door die prestatie werd hij in 2016 uitgeroepen tot 's werelds beste jongere. Een jaar later kreeg hij opnieuw die prijs en werd hij tevens uitgeroepen tot beste hockeyspeler ter wereld.